# Copenhaga (comuna)
A Comuna de Copenhaga ( PRONÚNCIA) é o município com maior população da Dinamarca. Está situado na parte mais oriental da ilha da Zelândia, tendo uma linha costeira de 120 km. 

Tem como centro administrativo a cidade de Copenhaga, capital e centro do país.
Tem uma área de 86,4 km² e uma população de 659 350 habitantes (2024). 
Pertence à Região da Capital.